# 로버트 퍼나로
로버트 퍼나로(Robert Funaro, 1959년 1월 23일 ~ )는 미국의 연극 배우, 영화배우, 텔레비전 배우이다.
브루클린에서 태어났다.

## 영화
- 컴플리언스 (2018년)
- 낫 페이드 어웨이 (2012년) - 머프 삼촌 역
- 아이 빌리브 인 아메리카 (2007년)
- 아메리칸 갱스터 (2007년)
- Law & Order : 성범죄전담반 1 (1999년)
- 법과 질서 (1990년)